# Bukowa Góra (Wzgórza Trzebnickie)
Bukowa Góra, Bukowy Wierch – wzniesienie należące do Wzgórz Trzebnickich, położone w Paśmie Ciemnej Góry, znajdujące się na terenie Gminy Oborniki Śląskie, w powiecie Trzebnickim, województwie dolnośląskim , w pobliżu miejscowości Przecławice (obręb ewidencyjny). Po stronie zachodniej wzniesienia znajduje się  Kowalska Przełęcz, która rozdziela wspominane Pasmo Ciemnej Góry od innego pasma wzgórz – Kozie Czuby. Wysokość bezwzględna wzniesienia wynosi 239,0 m n.p.m. .
Część wzniesienia, szczególnie zachodnia łącznie z przełęczą, oraz północna, pokryta jest lasem, w którym występują także okazałe buki, niektóre nawet 200 letnie. Pozostała część powierzchni masywu to łąki, z ewentualnymi krzakami lub pojedynczymi drzewami, oraz pola.
Przez to wzniesie prowadzi Główny szlak Kocich Gór.
Nazwa własna – Bukowa Góra – ujęta jest w państwowym rejestrze nazw geograficznych: identyfikator PRNG – 235600, identyfikator IIP – PL.PZGiK.320.NGRP.235600. Rejestr ten podaje następujące współrzędne geograficzne punktu głównego: szerokość geograficzna – 51°18'52" N, długość geograficzna – 16°58'42" E. Nazwa potoczna – Bukowy Wierch – pojawia się jednak zamiast nazwy oficjalnej w niektórych opracowaniach, takich jak mapy, przewodniki, strony internetowe i inne.

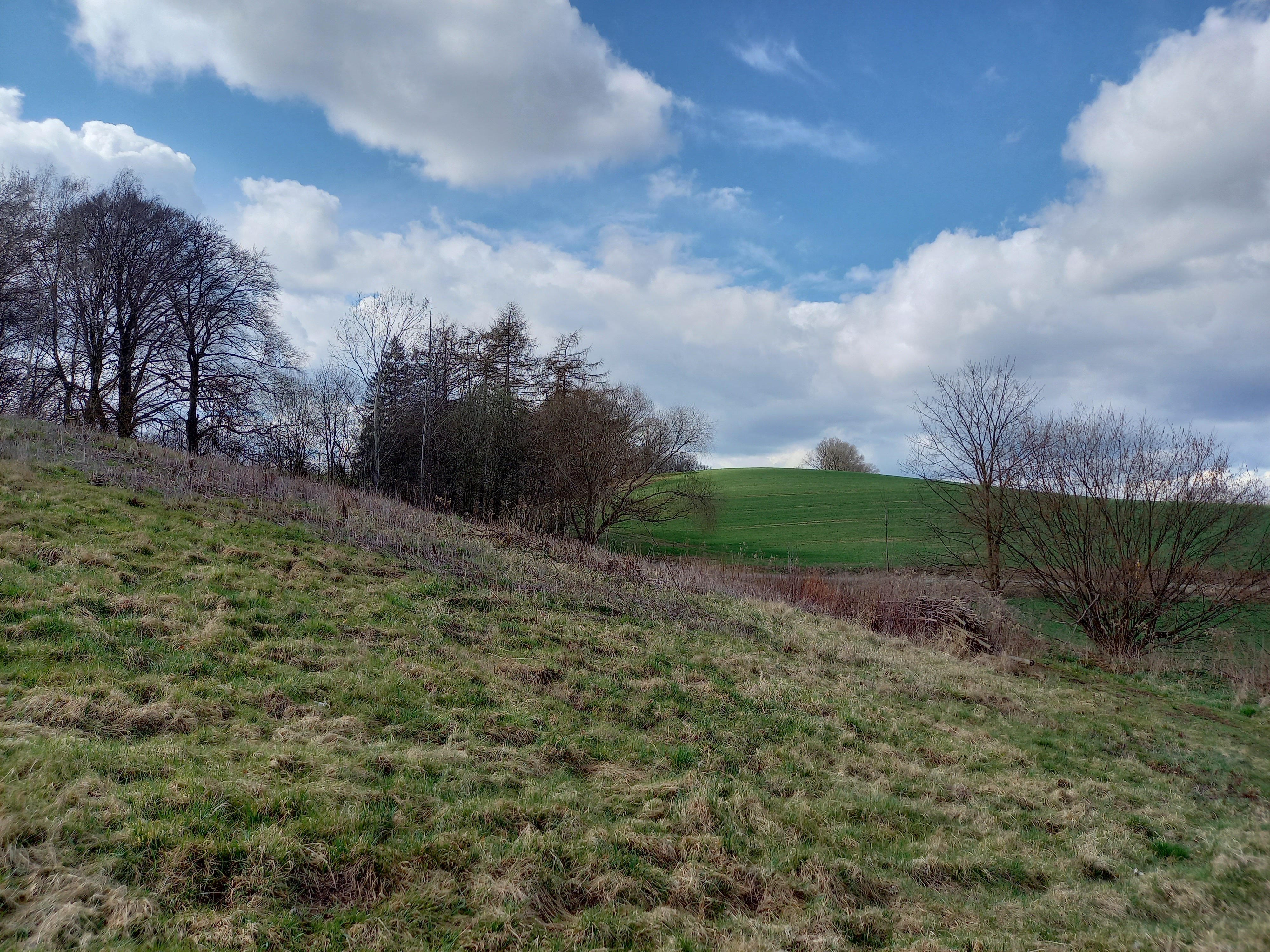
stok zachodni
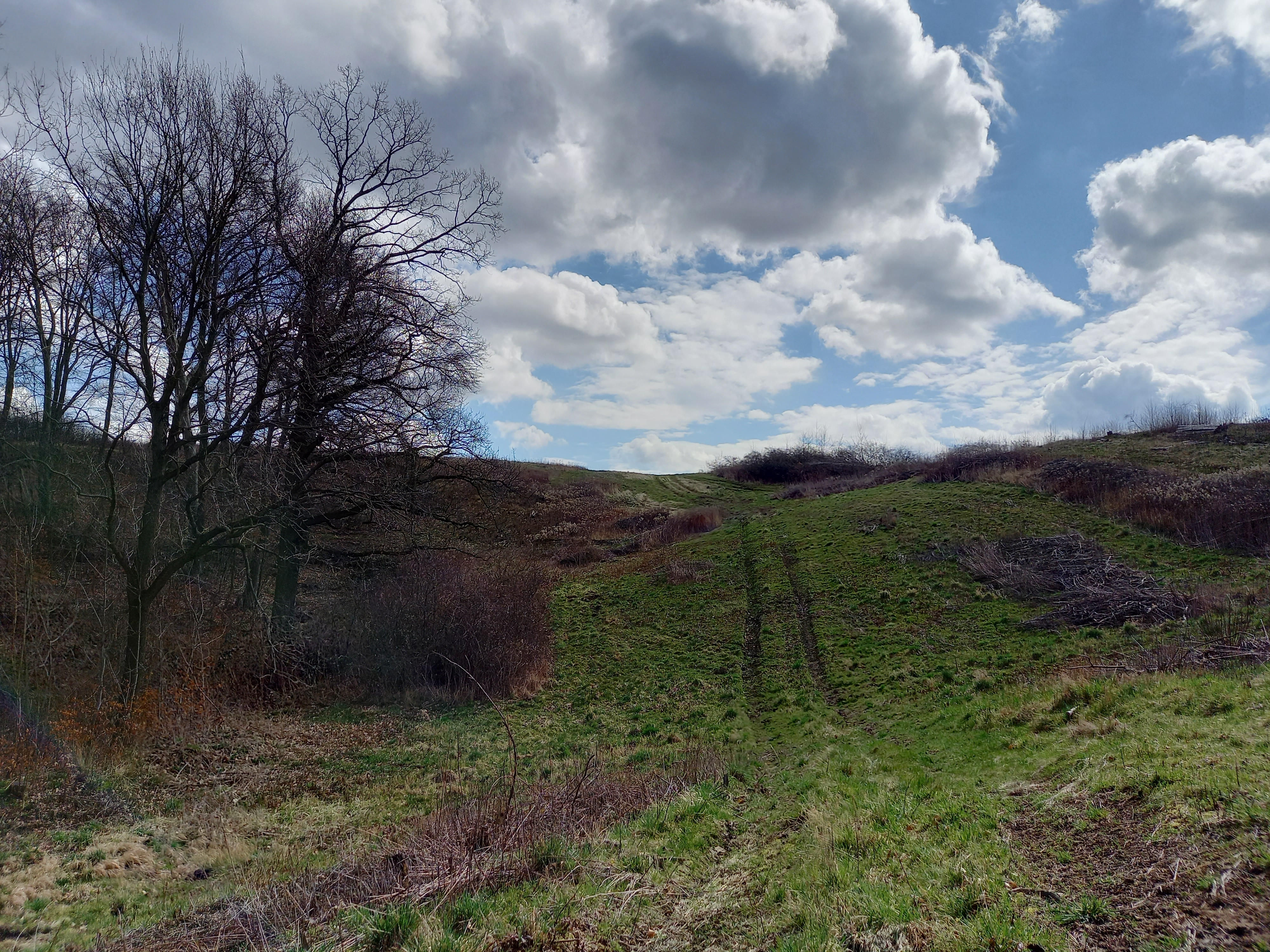
podejście z północy
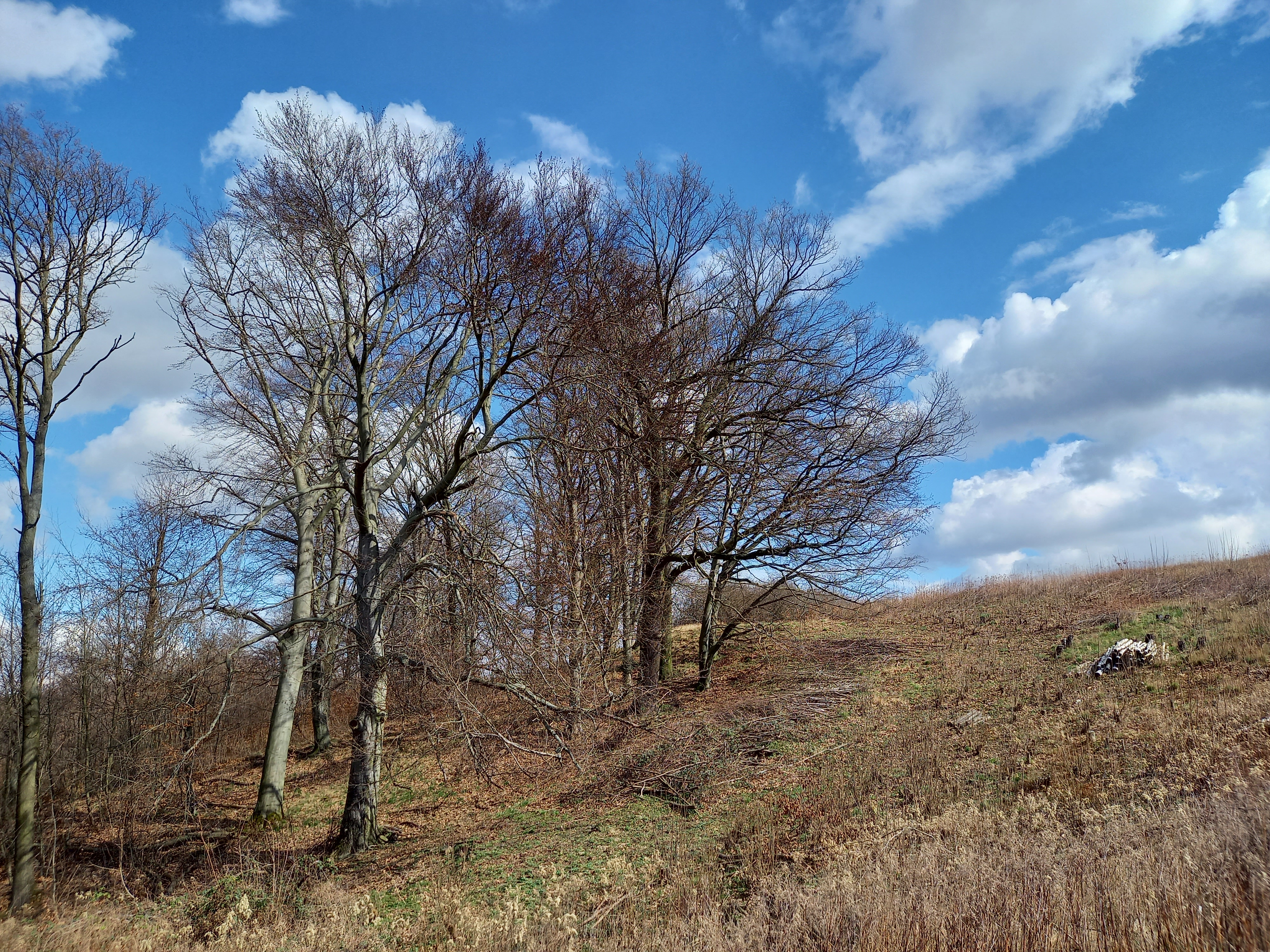
las i łąka na masywie

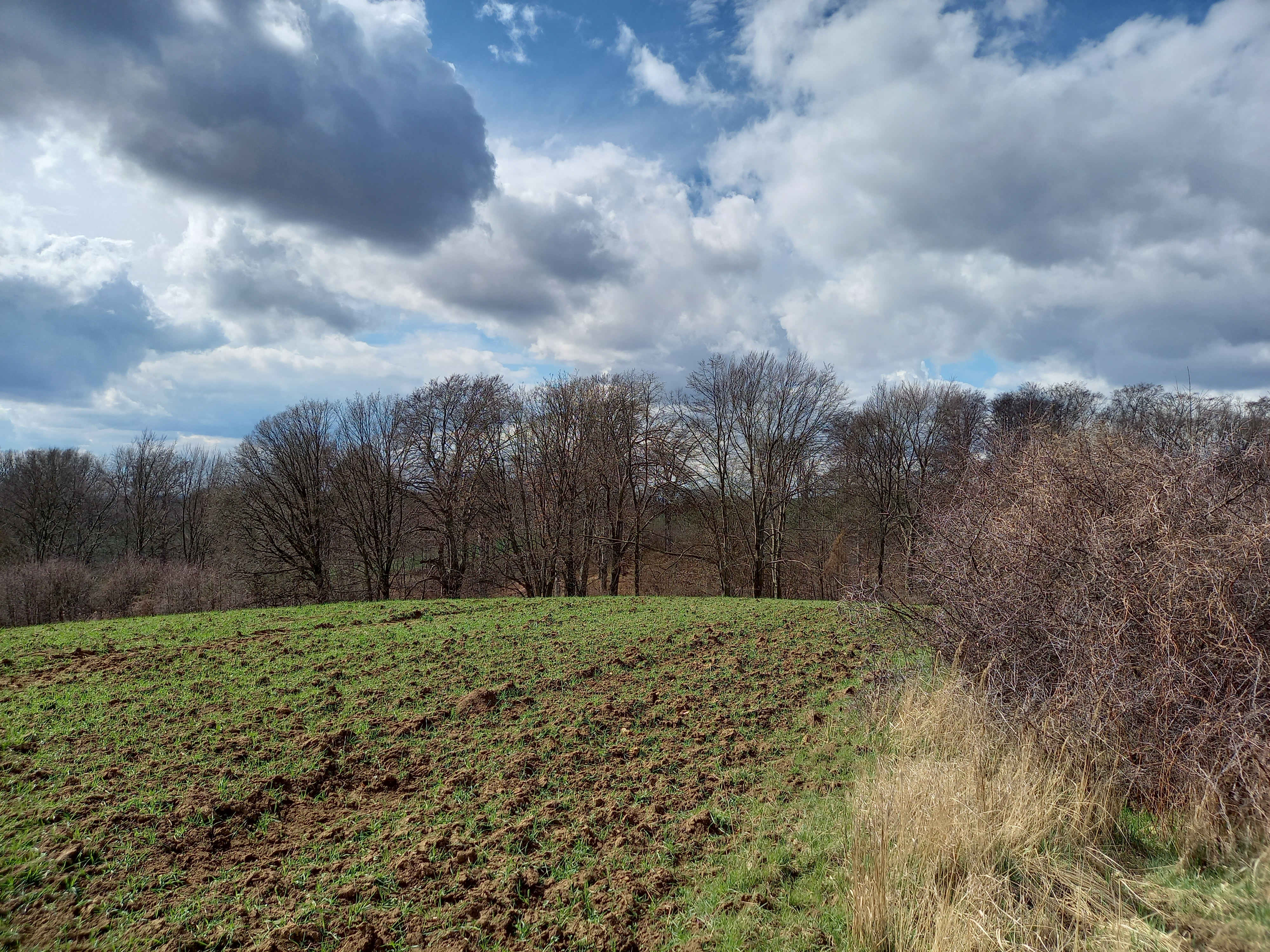
widok w kierunku przełęczy
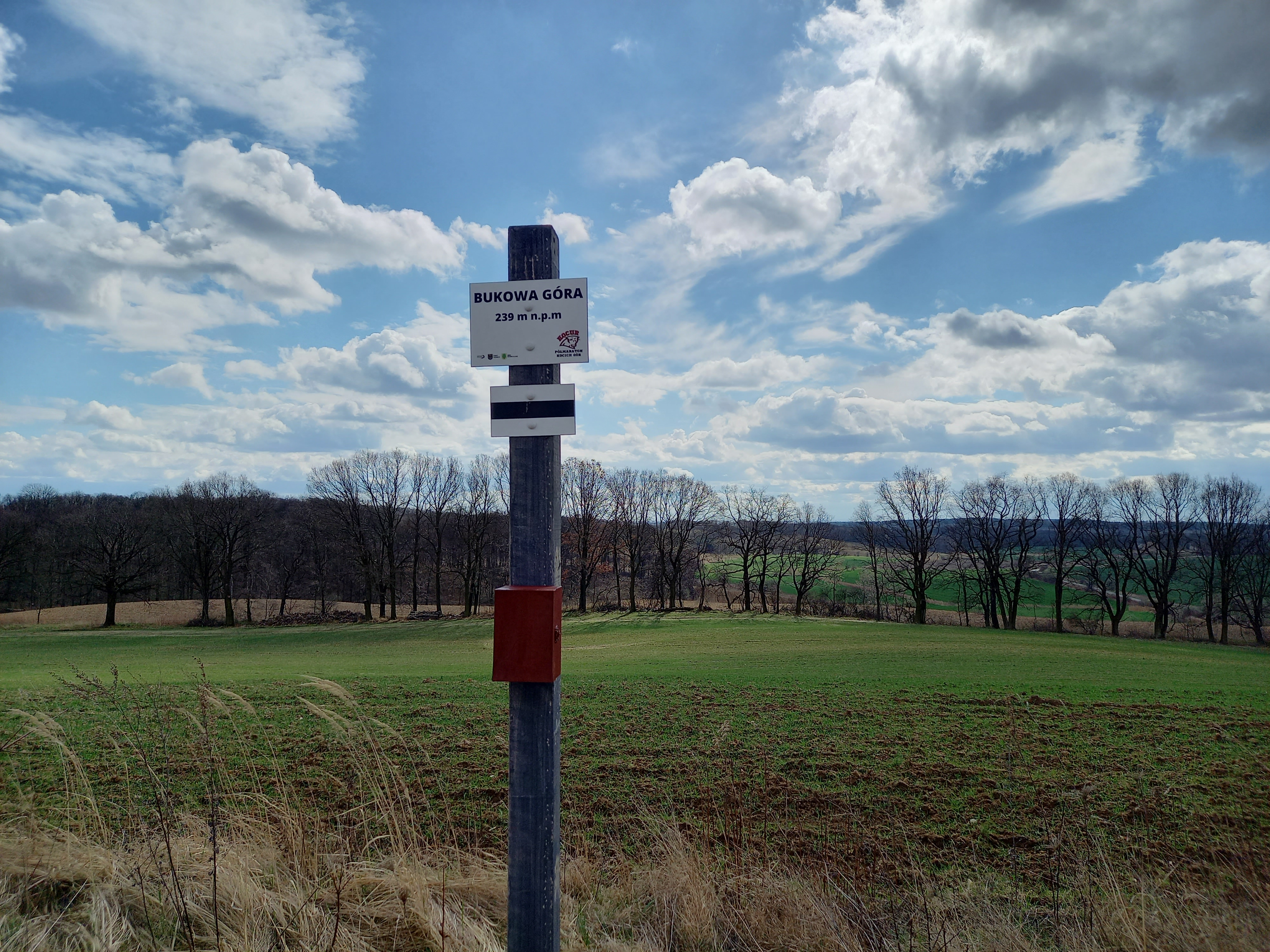
tabliczka na wierzchołku i stok południowy
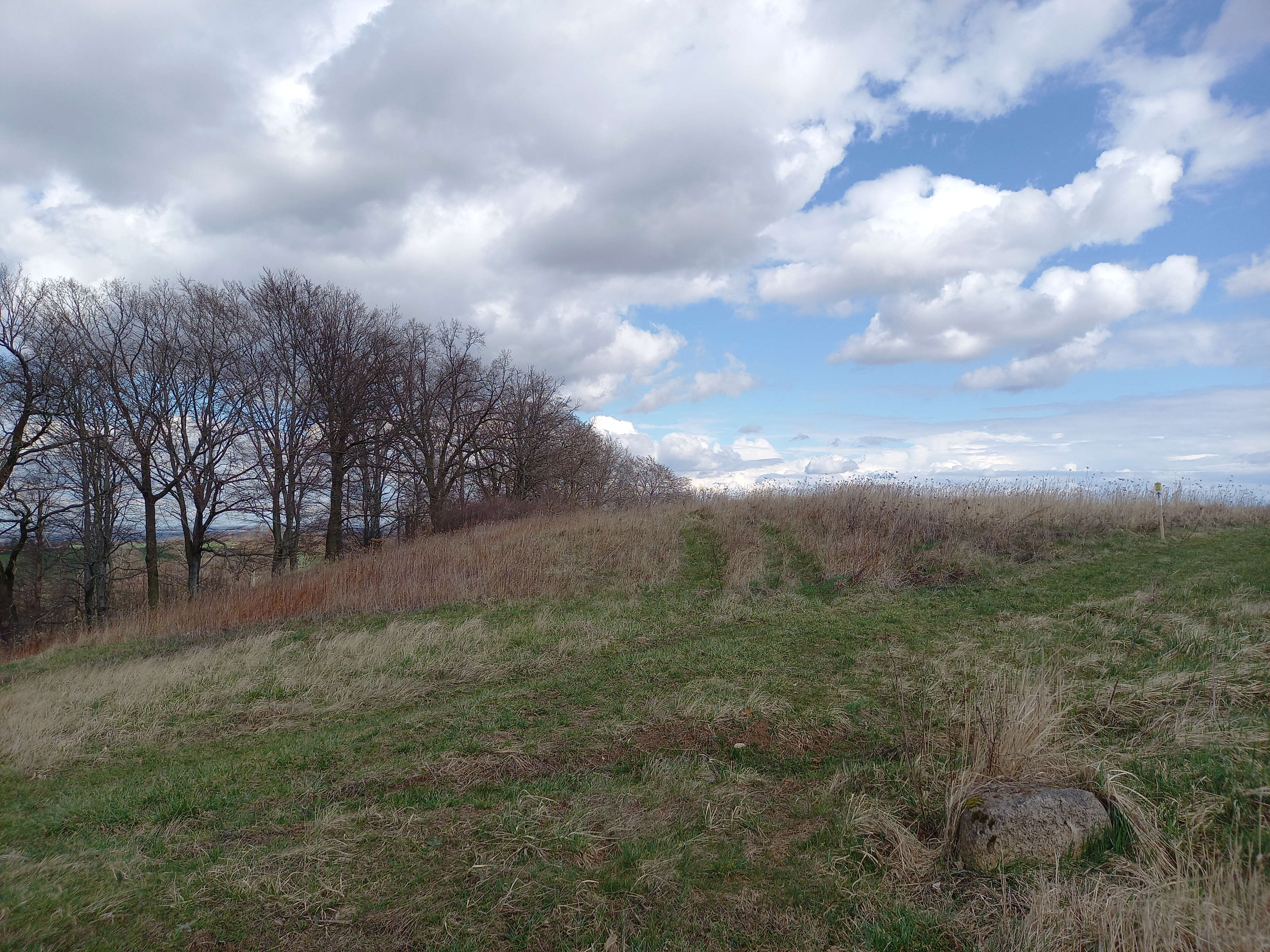
wierzchołek

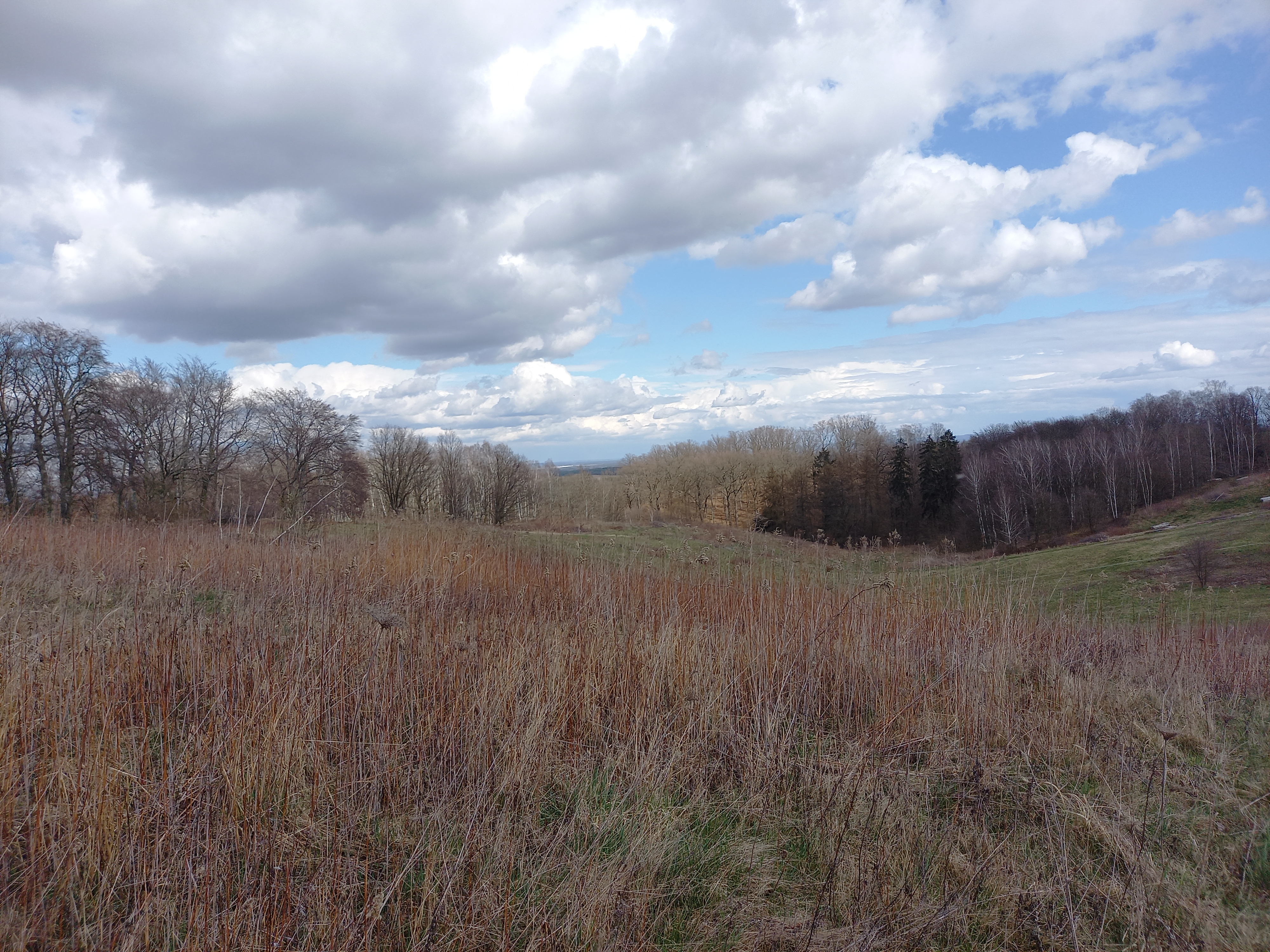
wierzchołek i dalej stok wschodni
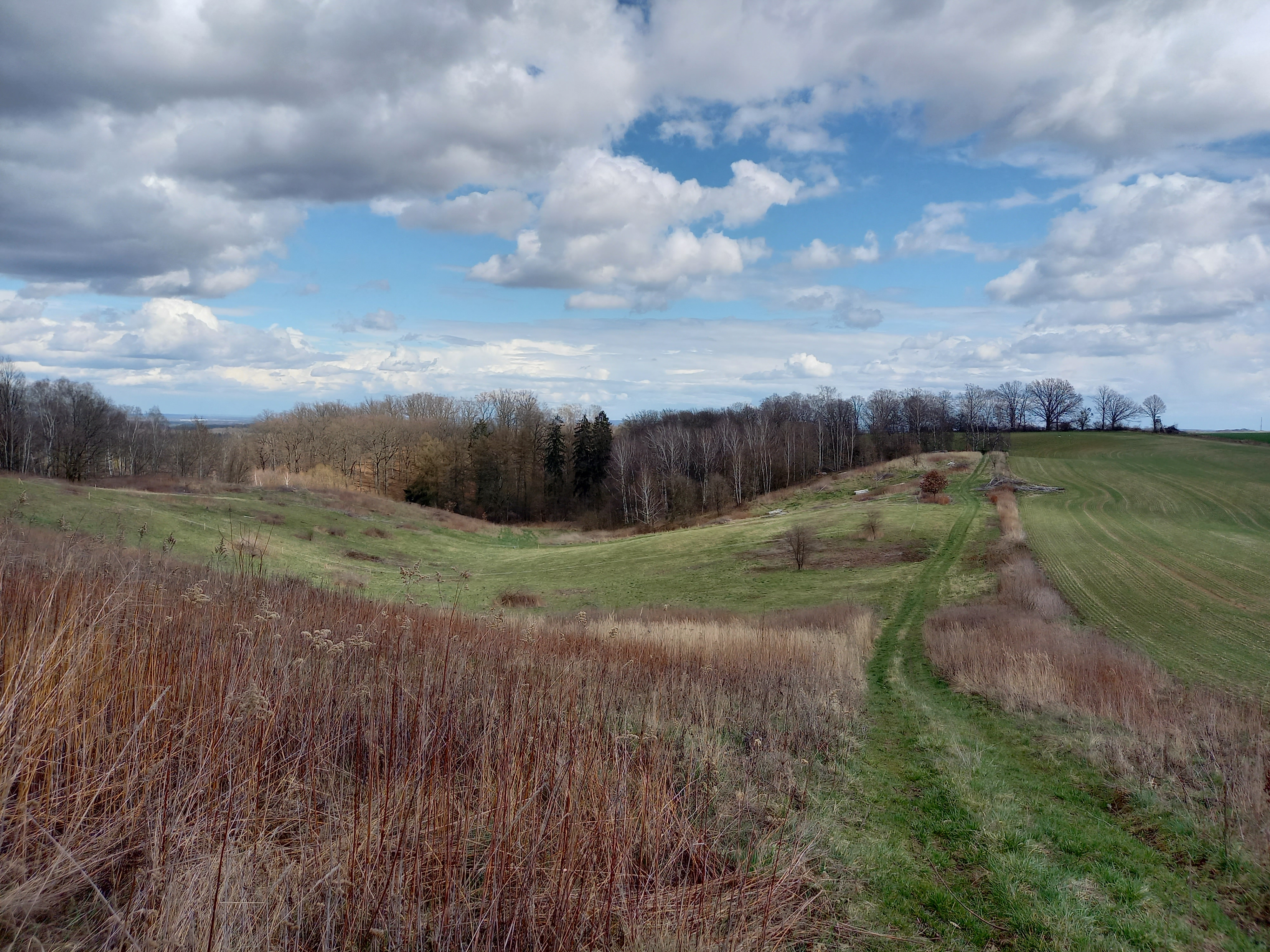
kierunek na wschód
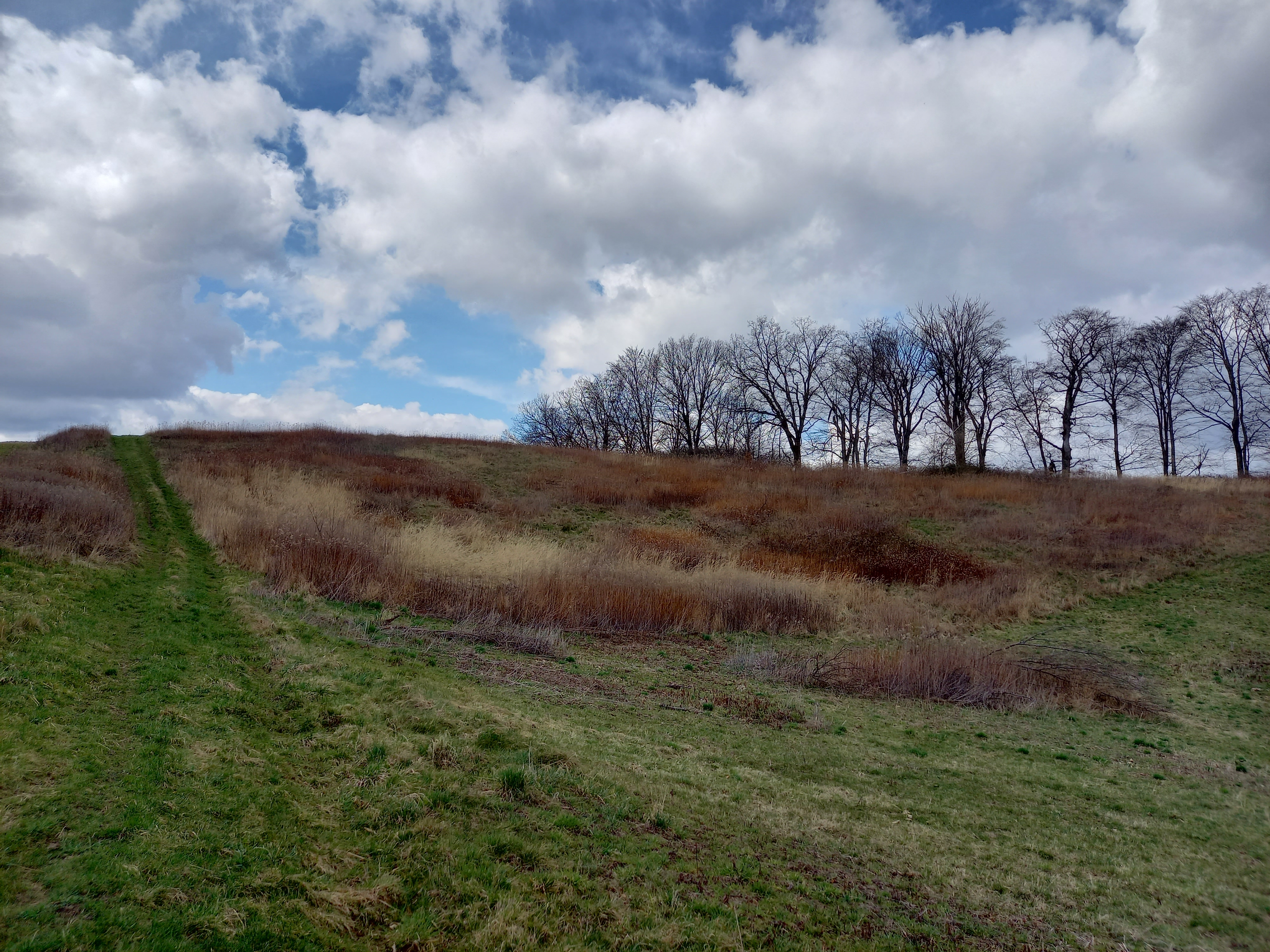
widok ze wschodu